# Tempi modesti
Tempi modesti è un singolo del cantautore italiano Daniele Silvestri, pubblicato il 25 gennaio 2019 come secondo estratto dal nono album in studio La terra sotto i piedi.

## Video musicale
Il videoclip è stato pubblicato il 26 gennaio 2019 sul canale YouTube del cantante.

## Tracce
Testi di Daniele Silvestri e Davide Shorty, musiche di Daniele Silvestri.
1. Tempi modesti (feat. Davide Shorty) – 6:17